# Kalaʻimanuʻia
Kalaʻimanuʻia (Kalai-manuia, Kalai-maneia) je bila kraljica havajskog otoka Oʻahua, 12. vladar tog otoka.

## Biografija
Kalaʻimanuʻia je bila kći prve kraljice vladarice Oʻahua, gospe Kūkaniloko i njezina muža Luaije, princa Mauija te je bila unuka kralja Piliwalea. Naslijedila je svoju majku na prijestolju Oʻahua nakon njezine smrti. Dala je sagraditi hramove te je njezina vladavina bila mirna. Udala se za poglavicu Lupekapukeahomakaliʻija, koji joj je pomagao u upravljanju otokom. Ovo su djeca Kalaʻimanuʻije i Lupekapukeahomakaliʻija:
- Kaʻihikapu[3]
- Kū-a-Manuia
- Haʻo
- Kekela (Kekala-a-Manuia)

Drugi muž Kalaʻimanuʻije bio je Napulanahumahiki-a-Haʻo.